# Distretto di Meńdíqara
Il distretto di Meńdíqara (in kazako: Меңдіқара ауданы) è un distretto (audan) del Kazakistan con  capoluogo Borovskoj.